# Чита (Колумбия)
Чита (исп. Chita) — город и муниципалитет в центральной части Колумбии, на территории департамента Бояка. Входит в состав провинции Вальдеррама.

## История
Поселение, из которого позднее вырос город, было основано 28 марта 1727 года.

## Географическое положение
Город расположен в восточной части департамента, в горной местности Восточной Кордильеры, к востоку от реки Чикамоча, на расстоянии приблизительно 116 километров к северо-востоку от города Тунха, административного центра департамента. Абсолютная высота — 2934 метра над уровнем моря.
Муниципалитет Чита граничит на севере с территорией муниципалитета Эль-Кокуй, на северо-западе — с муниципалитетом Ла-Увита, на западе — с муниципалитетом Херико, на юго-западе — с муниципалитетом Сокота, на юго-востоке и востоке — с территорией департамента Касанаре. Площадь муниципалитета составляет 748 км².

## Население
По данным Национального административного департамента статистики Колумбии, совокупная численность населения города и муниципалитета в 2015 году составляла 9542 человека.
Динамика численности населения муниципалитета по годам:
| 2005   | 2006   | 2007   | 2008   | 2009   | 2010   | 2011   | 2012 | 2013 | 2014 | 2015 |
| ------ | ------ | ------ | ------ | ------ | ------ | ------ | ---- | ---- | ---- | ---- |
| 10 844 | 10 706 | 10 577 | 10 442 | 10 302 | 10 179 | 10 048 | 9917 | 9786 | 9665 | 9542 |

Согласно данным переписи 2005 года мужчины составляли 50,4 % от населения Читы, женщины — соответственно 49,6 %. В расовом отношении белые и метисы составляли 99,98 % от населения города; негры, мулаты и райсальцы — 0,02 %.
Уровень грамотности среди всего населения составлял 81,7 %.

## Экономика
Основу экономики Читы составляет сельское хозяйство.

60,8 % от общего числа городских и муниципальных предприятий составляют предприятия торговой сферы, 23,3 % — предприятия сферы обслуживания, 14,2 % — промышленные предприятия, 1,7 % — предприятия иных отраслей экономики.